# Монарх вохристий
Монарх вохристий (Monarcha rubiensis) — вид горобцеподібних птахів родини монархових (Monarchidae). Ендемік Нової Гвінеї.

## Поширення і екологія
Вохристі монархи живуть в рівнинних тропічних лісах і на болотах Нової Гвінеї.